# Pièces pour orgue d'Anton Bruckner
Bien qu'il fût un organiste très compétent, Anton Bruckner n'a laissé que très peu de compositions pour l'orgue,.
Bruckner était connu par ses séjours en tant qu'organiste à Nancy, Paris, Londres et dans divers états de l'empire d'Autriche et sa célébrité reposait surtout sur son art d'improvisation. Ses compositions pour l'orgue ne sont cependant que d'une importance secondaire dans son portefeuille. À l'exception du Perger Präludium de 1884 avec son chromatisme romantique, les quelques œuvres qu'il a laissées pour l'orgue datent de la période de ses premières compositions et reposent principalement sur la tradition baroque.

## Compositions

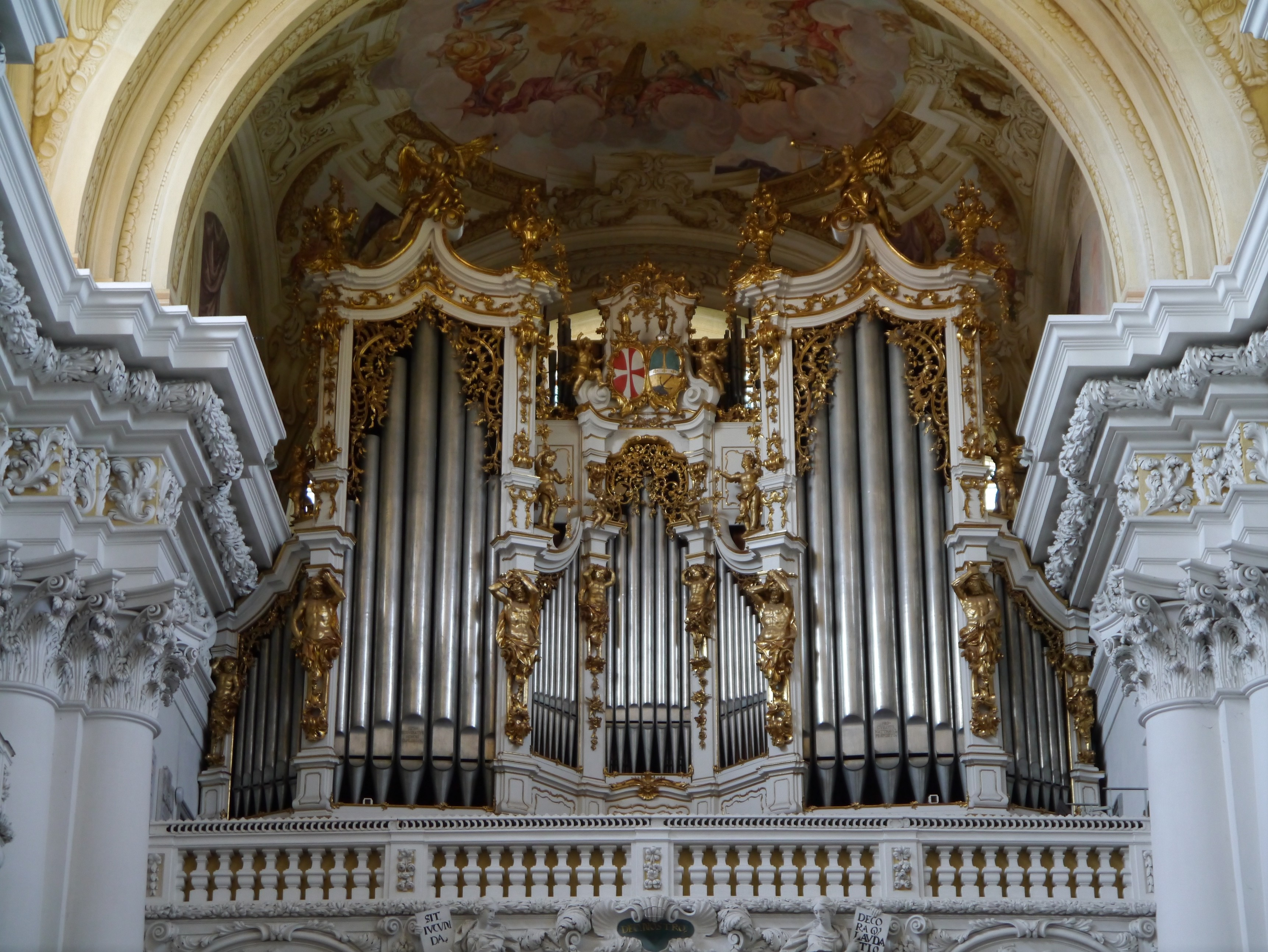
Le Bruckner-Orgel, Abbaye de Saint-Florian

Seulement cinq pièces et deux esquisses sont indubitablement des compositions autographe de Bruckner :
- Nachspiel en ré mineur, WAB 126/1 - un postlude composé vers 1846. Les manuscrits de cette pièce et de la suivante sont archivés à l'Abbaye de Saint-Florian – Bruckner Gesamtausgabe, Volume XII/6, no 1[1],[2]
- Andante en ré mineur, WAB 126/2 - un prélude composé également vers 1846 – Bruckner Gesamtausgabe, Volume XII/6, no 2[1],[2]
- Vorspiel und Fuge en ut mineur, WAB 131 - un Prélude et fugue composé le 15 mars 1847. Le manuscrit incomplet, qui se trouve dans l'archive de l'Abbaye de Seitenstetten, a été d'abord publié dans le Volume II/2, p. 78–82 de la biographie Göllerich/Auer. La partition a été complétée par Franz Phillip en 1929 – Bruckner Gesamtausgabe, Volume XII/6, no 3[2],[5]
- Fuge en ré mineur, WAB 125 - une fugue composée par Bruckner le 7 novembre 1861 pour une position, qu'il souhaitait obtenir à Vienne le 19 novembre 1861. L'esquise de la pièce est archivée à la Österreichische Nationalbibliothek. La partition finale se trouve dans le Sechter-Studienbuch (librairie du Diocèse de Münster)[6] – Bruckner Gesamtausgabe, Volume XII/6, no 4[5],[7].
- Präludium (Perger Präludium) en ut majeur, WAB 129 - un prélude composé en 1884. Une esquisse est archivée à l'Abbaye de Kremsmünster. La partition finale, que Bruckner a donné à son élève Otto Loidol, est éditée dans la Bruckner Gesamtausgabe, Volume XII/6, no 5[5].
- Improvisationskizze Ischl 1890, WAB add 240[8] - thèmes pour improvisation esquissés par Bruckner en juillet 1890 pour une exécution lors du mariage de Marie-Valérie d'Autriche avec François-Salvator de Habsbourg-Toscane à Bad Ischl le 30 juillet 1890. L'esquisse, qui est archivée à la Österreichische Nationalbibliothek, est éditée dans la Bruckner Gesamtausgabe, Volume XII/6, no 6[5]. Cette esquisse combine deux thèmes du finale de la Symphonie no 1, que Bruckner révisait à cette époque, le fugato de l'Hallelujah du Messie de Händel et le Kaiserhymne[9].
 En 1990, Erwin Horn a fait une improvisation basée sur les deux thèmes du finale de la Symphonie no 1. Cette improvisation a été enregistrée comme Improvisationskizze Bad Ischl et Horn en a publié une partition. Cette improvisation a été ensuite enregistrée par Klaus Sonnleitner (1996)[10], Siegfried Petri (2009) et Gerd Schaller (2015)[11].
En 2007, Horn a fait une deuxième improvisation basée sur les quatre thèmes de l'esquisse, qui a été enregistrée en concert comme Kaiserliche Festmusik[11].
- Konzertskizze en ut mineur, WAB add 241[12] -  trois thèmes pour une improvisation le 28 Août 1884 à Kremsmünster[13].

En outre :
- Adagio für Orgel (Adagio pour orgue) - une esquisse en si major, qui a été trouvée en 1953 dans un catalogue de la Musikautographen-Sammlung de Louis Koch. C'est un premier concept du thème principal de l'Adagio de la Symphonie no 9 – Bruckner Gesamtausgabe, Volume XII/6, no 7[5],[14]
- Sept préludes pour orgue, WAB 127 & 128, composés  aux environs de 1835[15]. Des doutes ont été exprimés concernant leur authenticité. Il s'agit vraisemblablement de copies de compositions de Johan Baptiste Weiß ou d'un autre organiste – Bruckner Gesamtausgabe, Volume XII/6, no 8 (Addendum)[5],[16],[17].
- Präludienbuch, WAB add 334[18] – un manuscrit de 58 pages avec 159 courtes pièces pour orgue, qui sont vraisemblablement des transcriptions d’œuvres d’autres compositeurs. Vingt-deux de ces pièces ont été publiées par Louis Dité dans ses Vademecum für Organisten, Weinberger Verlag, 1947, et Festliche Präludien, Weinberger Verlag 1948.

## Discographie
Quelques « éditions complètes » des œuvres pour orgue ont été éditées. Même si l’on inclut les préludes « apocryphes » WAB 127 et 128, la durée d'exécution dépasse à peine une demi-heure : 33 minutes pour Horn, 26 minutes pour Schaller, qui exclut ces préludes.
En plus des sept préludes WAB 127 et WAB 128, il y a d’autres courtes œuvres pour orgue, qui sont attribuées à Bruckner dans d'obscures collections. Franz Haselböck en a enregistrées quelques-unes à l’harmonium - très intéressantes comme curiosités, mais malheureusement pas sorties sur CD. Avec toute la retenue critique nécessaire, une collection de telles curiosités serait souhaitable.
- Franz Haselböck, Brucknerorgel der Piaristenkirche Wien, 19th-Century Austrian Organ Music: Anton Bruckner Complete Works for Organ / Simon Sechter Selected Organ Works – LP : Musical Heritage Society MHS 1972
- Augustinus Franz Kropfreiter, Bruckner-Orgel (Abbaye de Saint-Florian), Verein der Freunde der Oberösterreichischen Stiftskonzerte – LP : ORF/Lesborne L 2955, c. 1973. Une numérisation de cet album peut être écoutée sur le site de John Berky : Œuvres pour orgue par Augustinus Franz Kropfreiter (articles 5 à 9)
- Heinz Lohmann, Klais-Orgel, de l'Église des Jésuites de Mannheim – LP : RBM 3004, 1974 ; réédité sur  CD : Klassic Haus KHCD 2012-008, 2011
- Erwin Horn, Klais-Orgel de la Frauenkirche, Nuremberg, Bruckner Orgelwerke – CD : Novalis 150 071-2, 1990 - avec la Improvisationskizze Bad Ischl (improvisation sur le finale de la Symphonie n° 1)
- Erwin Horn, Bruckner-Orgel (Sankt Florian), Was mir die Liebe erzählt – CD : MOT 13551, 2007 - avec la Kaiserliche Festmusik (improvisation sur les quatre thèmes de l'esquisse)
- Klaus Sonnleitner, Kaleidoskop - Die Brucknerorgel in St. Florian – CD : Spektral SRL4-12107, 2011  (à l'exception des préludes WAB 127 & 128)
- Gerd Schaller, Eisenbarth-Orgel de l'Église de l'Abbaye d'Ebrach, Bruckner – Mass 3, Psalm 146, Organ works – CD : Profil Hänssler PH16034, 2015 (à l'exception des préludes WAB 127 & 128)

Un enregistrement des vingt-deux pièces publiées du Bruckner Präludienbuch par AMuSicScoRe peut être écouté sur YouTube :
- Cadence en ré majeur, WAB add 334/1 - Cadence en ré majeur, WAB add 334/2 - Moderato en ré majeur, WAB add 334/3
- Lento en mi bémol majeur, WAB add 334/4 - Con moto en mi bémol majeur - WAB add 334/5, Cadence en mi majeur, WAB add 334/6
- Langsam en mi mineur, WAB add 334/7 - Cadence en fa majeur, WAB add 334/8 - Moderato en fa majeur, WAB add 334/9
- Andante en fa majeur, WAB add 334/10 - Cadence en sol majeur, WAB add 334/11 - Allegro en sol majeur, WAB add 334/12
- Cadence en sol mineur, WAB add 334/13 - Cadence en sol mineur, WAB add 334/14 - Verset en sol mineur, WAB add 334/15
- Mit starken Stimmen en la bémol majeur, WAB add 334/16 - Cadences en la bémol majeur, WAB add 334/17 & 334/18 - Andante en la majeur, WAB add 333/19
- Sine nomine en la majeur, WAB add 334/20  -  Moderato en si bémol majeur, WAB add 334/21 - Andante en si bémol majeur, WAB add 334/22

Note : une transcription en ré bémol majeur de l’Andante en fa majeur, WAB add 334/10, est une pièce populaire chez les quatuors de cors.
Quelques autres pièces non publiées du Bruckner Präludienbuch  également par AMuSicScoRe peuvent être écoutées sur YouTube :
- A-Wn PhA 1459, Orgelbuch aus dem Besitz Anton Bruckners

Quelques autres pièces des Kurze-General-Baß-Regeln, WAB add 258, également par AMuSicScoRe peuvent être écoutées sur YouTube :
- Kurze Generalbass Regeln, WAB add 258

## Sources
- August Göllerich, Anton Bruckner. Ein Lebens- und Schaffens-Bild, c. 1922  – édition posthume par Max Auer, G. Bosse, Ratisbonne, 1932
- Uwe Harten, Anton Bruckner. Ein Handbuch. Residenz Verlag, Salzbourg, 1996.  (ISBN 3-7017-1030-9).
- Anton Bruckner – Sämtliche Werke, Band XII/6: œuvres pour Orgue (1846-1890), Musikwissenschaftlicher Verlag der Internationalen Bruckner-Gesellschaft, Erwin Horn (Éditeur), Vienne, 1998
- Cornelis van Zwol, Anton Bruckner 1824-1896 – Leven en werken, uitg. Thot, Bussum, Pays-Bas, 2012.  (ISBN 978-90-6868-590-9)
- Crawford Howie, Anton Bruckner - A documentary biography, édition révisée en ligne